# ヨゼフ伝説

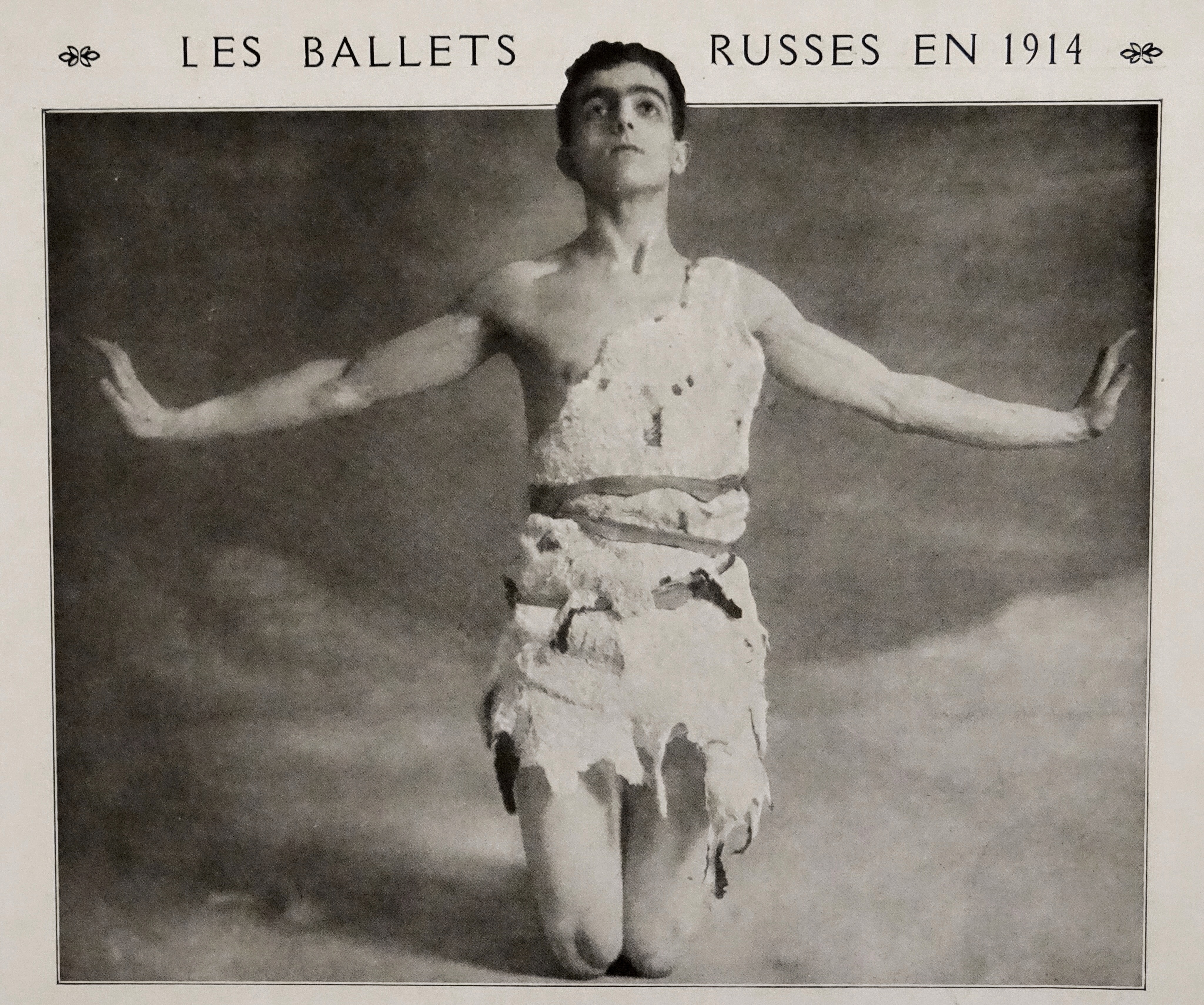
1914年の『ヨゼフ伝説』でヨゼフを演じるレオニード・マシーン

『ヨゼフ伝説』または『ヨゼフの伝説』（独: Josephslegende）作品63は、フーゴ・フォン・ホーフマンスタールおよびハリー・グラーフ・ケスラーの台本、リヒャルト・シュトラウスの音楽によるバレエ・リュスの一幕物バレエで、内容は旧約聖書のヤコブの子ヨセフの物語に基づいている。1912年から1914年にかけて作曲され、1914年5月14日にパリ・オペラ座で初演された。

## 構成
フーゴ・フォン・ホーフマンスタールは、当初『ヨゼフ伝説』を『ナクソス島のアリアドネ』と『影のない女』の合間の仕事として提案した。作曲は1912年6月に始まったが、シュトラウスは同年9月11日付の手紙で「清廉なヨゼフは粗野な私の中におらず、私は倦んでしまって音楽を紡ぐのに難儀している。神を求む者ヨゼフ、私になんたる労苦を求めるのか！」と書き、仕事の進みが思わしくないことを明かしている。
シュトラウスは、以前作曲を放棄したバレエ『キュテーラ島』 (Die Insel Kythere) のスケッチを用いて、ハープ4台、大小のシンバル、4組のカスタネット、ヘッケルフォン、コントラバスクラリネットなどのエキゾチックな音色を持つ楽器の色彩を取り入れた特大編成のオーケストラ向けの楽曲を書き上げた。

## 編成
| 木管楽器 1 ピッコロ 4 フルート (第3フルートは第2ピッコロと持ち替え) 2 オーボエ 1 コーラングレ (第3オーボエ持ち替え) 1 ヘッケルフォン 1 D管クラリネット 2 クラリネット（A管） 1 バスクラリネット（A管） 1 コントラバスクラリネット (第2クラリネットまたはD管クラリネットと持ち替え） 3 バスーン 1 コントラバスーン 金管楽器 6 フレンチホルン 4 トランペット 4 トロンボーン 1 テナーチューバ 1 バスチューバ | 打楽器 ティンパニ（奏者2名） グロッケンシュピール シロフォン 大および小シンバル スネアドラム バスドラム トライアングル タンバリン 4 カスタネット ウィンドマシーン 4 ハープ オルガン チェレスタ ピアノ 弦楽器 第一・第二・第三ヴァイオリン（各10名） 第一・第二ヴィオラ（各8名） 第一・第二チェロ（各6名） コントラバス |  |

## 上演史

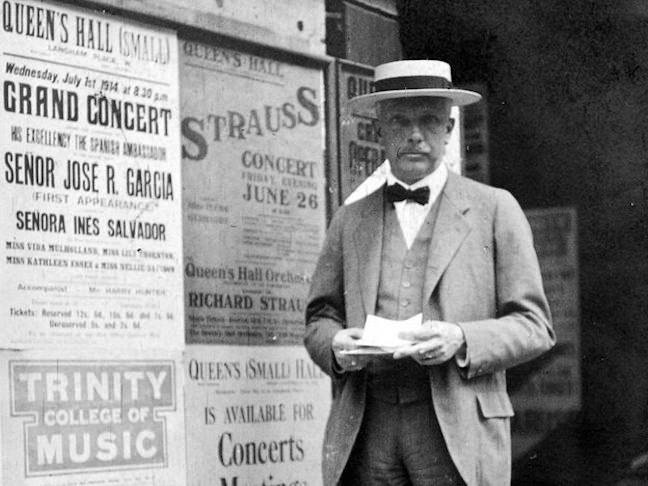
『ヨゼフ伝説』の英国初演を指揮するためロンドンを訪れたシュトラウス。1914年6月。

セルゲイ・ディアギレフがインプレサリオとなり、ヴァーツラフ・ニジンスキーが振付を行った。ニジンスキーはヨゼフ役の初演ダンサーとなるはずだったが、ロモラ・デ・プルスキとの結婚をきっかけにバレエ・リュスを追われたため、ヨゼフ役はミハイル・フォーキンやレオニード・マシーンに引き継がれた。レオン・バクストとアレクサンドル・ベノワによる衣装、ホセ・マリア・セルトによるパオロ・ヴェロネーゼに倣った風光明媚な美術、作曲者であるシュトラウス自身の指揮により初演され、7回の公演が行われた。
続いて6月に7回のロンドン公演が行われ、6月23日の英国初演はシュトラウス、以降はディアギレフに公演資金の貸し付けも行ったトーマス・ビーチャムが指揮した。しかし直後の7月に第一次世界大戦が勃発し、シュトラウスは報酬6,000フランを受け取れなかった。

## 交響的断章
1947年、シュトラウスはオーケストラの編成を縮小した「交響的断章」を作曲し、1949年3月にフリッツ・ライナーの指揮でシンシナティにて初演された。

## 録音
- ジュゼッペ・シノーポリ指揮、シュターツカペレ・ドレスデン（ドイツ・グラモフォン）[9]
- イヴァン・フィッシャー指揮、ブダペスト祝祭管弦楽団[10]
- 初の完全録音は、1987年に若杉弘の指揮で東京都交響楽団により行われた[11]。